# Sestra obtruncata
Sestra obtruncata är en fjärilsart som beskrevs av Walker 1862. Sestra obtruncata ingår i släktet Sestra och familjen mätare. Inga underarter finns listade i Catalogue of Life.